# Гой Володимир Михайлович
Гой Володимир Михайлович (7 квітня 1957 року, м. Тернопіль — 4 квітня 2014 року, м. Тернопіль, Україна) — український архітектор. Член Національної спілки архітекторів України. Зодчий, який мав великий вплив на формування архітектурного обличчя Тернополя.

## Біографія
Народився 7 квітня 1957 р. в м. Тернополі. На вибір професії вплинув його батько — відомий тернопільський художник Михайло Гой. Для здобуття фаху в 1974 році Володимир вступає на архітектурний факультет «Львівської політехніки» (тоді Львівський політехнічний інститут — ЛПІ). Закінчив його у 1979 р., захистивши дипломний проєкт на тему: «Фізкультурно-аудиторний корпус ЛПІ» (виконаний під керівництвом архітектора Мар'єва П. П.) Першим місцем роботи став філіал центрального республіканського проєктного інституту «Діпроцивільпромбуд», в якому розроблялась документація з будівництва житлово-громадської інфраструктури міст Тернопільщини.
З 1993 р. працював головним архітектором проєктів в АТ «Терно-КОРС», згодом — головний архітектор проєктів Тернопільського колективного творчо-виробничого підприємства «Тернопільархпроект».
З 2010 р. викладав архітектурне проєктування та дизайн в Тернопільському коледжі університету «Україна».
Помер 4 квітня 2014 р.

## Основні роботи
У 1981 році був реалізований перший спільний значний проєкт Володимира Гоя та його дружини Рітти Гой — в'їзний знак зі сторони вул. Бережанської. Цей знак був запроєктованим у вигляді символічної «брами до міста». Проєкт був одним з переможців загальноміського архітектурного конкурсу.
У 1983 році Володимир Гой входить до авторського колективу, який займається проєктуванням реконструкції центрального стадіону Тернополя. Запропоновані ним консольні трибуни північного та південного секторів цієї спортивної арени стали важливою частиною його оновленого образу. У 1984 році, на відкритті перебудованого міського стадіону, його вітали вже як автора цієї споруди, що стала важливою архітектурною оздобою однієї з головних вулиць Тернополя.
У 1985 році Володимир Гой спільно з дружиною перемагає в обласному конкурсі на проєкт будівництва Станції юних натуралістів — «Будинку природи» у новоствореному Гідропарку. Оригінальність задуму полягала у художньо виразній центральній «Скляній піраміді» — головній оранжереї цього об'єкту.
Згодом саме цей елемент стає основною архітектурною домінантою й іншого переможного проєкту для цієї ділянки Володимира й Рітти Гоїв, розробленого спільно з архітектором О.Головчаком, який переміг на Всеукраїнському-республіканському конкурсі проєктів будівництва Палацу піонерів у Тернополі (1987 рік). Їх проєкт пропонував об'єднати Станцію юних натуралістів і Центр творчості учнівської молоді. Розробці проєктної документації цього об'єкту Володимир Гой приділив значну частину свого життя.
Зі здобуттям незалежності Україною у творчому житті Володимира Гоя почалась нова епоха. Перша декада ХХІ століття відзначилась в Україні активним розвитком житлового будівництва.
У 2009 році, одержавши перемогу у конкурсі на забудову ділянки на розі вулиць Бандери-Протасевича, Володимир Гой будує перший об'єкт багатоквартирного житлового будівництва нового типу — житловий комплекс «АРГО» (у співавторстві з синами-архітекторами Богданом та Олегом Гоями). Цей об'єкт був відзначений як один з кращих житлових будинків на щорічному конкурсі «Премія Національної Спілки Архітекторів України». Згодом ним були реалізовані й інші проєкти нових житлових будинків в Тернополі: «Батерфляй» по вул. Куліша, «Старий парк» на розі вулиць Бандери і Шухевича та багато інших, які розвивали основні образні, функціонально-просторові та конструктивні ідеї віднайдені архітектором.
Загалом об'єкти Володимира Гоя мали помітний вплив на творчість багатьох зодчих не лише Тернополя, але й інших міст України.

## Галерея
|  | В'їзний знак в місто Тернопіль                                               |
|  | Південна трибуна Тернопільського міського стадіону                           |
|  | Палац піонерів та школярів у Гідропарку в Тернополі (макет)                  |
|  | Житлово-громадський комплекс «Арго» по вул. Протасевича в Тернополі          |
|  | Багатоквартирний житловий будинок «Батерфляй» по бульвару Куліша в Тернополі |